# روبرت فيرغسون (لاعب كرة قدم)
روبرت فيرغسون (بالإنجليزية: Robert Ferguson)‏ (1 يونيو 1886 في المملكة المتحدة - 1 يناير 1962 بالولايات المتحدة في المملكة المتحدة) هو لاعب كرة قدم بريطاني (وحمل سابقاً جنسية المملكة المتحدة لبريطانيا العظمى وأيرلندا) في مركز نصف الجناح. لعب مع نادي ليفربول ونادي لانارك الثالث.